# Thomas Azier
Thomas Azier, né le 14 août 1987 à Leiderdorp (Pays-Bas), est un auteur-compositeur-interprète et musicien néerlandais.

## Biographie
Il a étudié, à partir de 2005, à l'Académie de Pop Culture à Leeuwarden. À dix-neuf ans, il décide de déménager à Berlin pour se concentrer sur sa musique, notamment par un travail personnel important, confiné chez lui. Il déclara : « Quand j’avais 19 ans, je trouvais que je n’avais rien à dire, donc j’ai décidé de ne plus avoir de vie pendant cinq ans, pour voir si ça changerait. Si ça n’avait pas été le cas, je n’aurais pas fait de musique ». Il aura l'occasion de jouer dans de nombreux clubs berlinois. En 2012, il remporte le Friesland Pop Talent Award et sort deux EP Hylas 001 et Hylas 002 sur son propre label Hylas Records / BMG. Ceci le conduira à la signature de son premier contrat avec Universal Music France (Island France / Mercury Music Group).
Il cite parmi ses influences : Woodkid, James Blake et Jamie XX. Le jeune homme cherche à fournir un travail "vrai", qui aurait comme finalité une transmission d'émotions. Sa musique se compose en effet de sons électro futuristes, sombres et rêveurs grâce à un jeu de synthés bien élaboré, tout ceci accompagné d'un chant limpide aux notes parfois dramatiques. Il fut notamment révélé par ses prestations en première partie des concerts de Woodkid et de Stromae avec lequel il a collaboré à la composition des chansons Ta fête, Bâtard et Merci qui figurent sur l'album Racine carrée paru en 2013. Début 2014, il sort son premier album Hylas ; cet album est le fruit de cinq années de travail et met en scène le développement du jeune homme ; une ascension vers la maturité, où il raconte son arrivée à Berlin, ville en perpétuelle transformation, mais également sa propre "métamorphose".
Son titre "Red Eyes" issu de cet album est repris pour la publicité du parfum d' Yves-Saint-Laurent "La nuit de l'homme", en 2015, avec le mannequin Vinnie Woolston. 

## Discographie

### Albums studio
- 2014 : Hylas
- 2017 : Rouge
- 2018 : Stray
- 2020 : Love, Disorderly
- 2023 : The Inventory of Our Desire

### EP
- 2006 : Black & Grey
- 2012 : Hylas 001
- 2012 : Hylas 002
- 2018 : S t r a y
- 2019 : Raven on the first floor
- 2021 : A Collection Of Broken Ideas

### Singles
- 2012 : Red Eyes
- 2013 : Angelene
- 2013 : Ghostcity
- 2014 : Verwandlung
- 2016 : Talk To Me
- 2017 : Winners, Gold

### Bandes originales
- 2023 : The Equalizer 3 (pistes 2 et 23)

## Titres réutilisés
- 2015 : Film La Nuit de L'Homme - Parfum Masculin par Yves Saint Laurent : Red Eyes
- 2017 : Film La Nuit de L'Homme Électrique - Parfum Masculin par Yves Saint Laurent : Ghostcity